# سوف‌ماهی‌واران
سوف‌ماهی‌واران (نام علمی: Percoidea) نام یک بالاخانواده از راسته سوف‌ماهی‌سانان است.